# Славко Голдштајн
Славко Голдштајн (хрв. Slavko Goldstein; Сарајево, 22. август 1928 — Загреб, 13. септембар 2017) био је хрватски историчар, публициста, новинар, сценариста и политичар, јеврејског порекла.

## Биографија
Рођен је у Сарајеву, породица му је пореклом из Тузле, а детињство је провео у Карловцу, где му је отац, Иво Голдштајн, био угледни трговац књигама. Почетком Другог светског рата, усташе су убиле његовог оца, највероватније у усташком Логору Јадовно, а он је, заједно с мајком и братом Данијелом, побегао и придружио се партизанима.
Након завршетка рата, учествовао је у борби за успостављање Израела и неколико је година, с братом, живео у кибуцу. У Југославију се вратио током 1950-их, у Загреб, где је студирао књижевност и филозофију на Филозофском факултету. Убрзо је постао новинар, радећи као уредник Вјесника и Ерасмуса. Једно време је био и радијски уредник, као и уредник издавачке куће Стварност. Бавио се и сценаристичким радом, пишући сценарије за филмове Сигнали над градом (1960) и Акција стадион (1977; заједно с Душаном Вукотићем). Оснивач је издавачких кућа Либер и Нови либер.
Заједно с братом и још неколицином политичара, 20. маја 1989. основао је ХСЛС и до 1990. био њен председник, када га је заменио Дражен Будиша. Једно време је био председник загребачке Јеврејске општине и Културног друштва Мирослав Шалом Фрајбергер, а заједно са сином Ивом, историчарем, залаже се за реконструкцију Загребачке синагоге.
Током 1990-их био је отворени противник ауторитарне политике Фрање Туђмана, тада наглашеног говора мржње и процеса приватизације. Године 2012. подржао је иницијативу брата Данијела за укидање саборске комеморације жртава Крижног пута на Блајбургу.

## Важнији радови
- Goldstein, Ivo; Goldstein, Slavko (2001). Holokaust u Zagrebu. Zagreb: Židovska općina Zagreb.
- Goldstein, Slavko; Goldstein, Ivo (2011). Jasenovac i Bleiburg nisu isto. Zagreb: Novi Liber.
- Goldstein, Slavko; Goldstein, Ivo (2016). Jasenovac: Tragika, mitomanija, istina. Zaprešić: Fraktura.
- Goldstein, Ivo; Goldstein, Slavko (2016). The Holocaust in Croatia. Pittsburgh: University of Pittsburgh Press.